# Idioma barranbinja
Barranbinja o Barrabinya es una lengua aborigen australiana extinta de Nueva Gales del Sur. La última oradora fue probablemente la Sra. Emily Margaret Horneville (m. 1979), quien fue grabada por Lynette Oates, quien luego publicó una breve descripción de la misma. También había sido grabado por R.H. Mathews junto con el idioma muruwari, aunque la Sra. Horneville no reconoció todos los elementos de su lista de palabras. Tanto Mathews como Oates concluyen que Barranbinya y Muruwari estaban en una relación dialectal.

## Relación con otros idiomas
El trabajo de Lynette Oates sobre Muruwari y Barranbinya da un recuento afín del 44% entre las dos variedades, concluyendo que probablemente ambos estaban en una relación dialectal. R.H. Mathews (1903), quien registró tanto a Muruwari como a Barranbinya, también comentó que además de las diferencias de vocabulario, la gramática de Muruwari y Barranbinya era esencialmente la misma.
Juntos, Muruwari y Barranbinya forman un grupo aislado dentro de la familia de lenguas Pama-Nyungan, y eran muy diferentes en muchos aspectos de sus vecinos geográficos (que pertenecen a muchos subgrupos pama-ñunganas diferentes). Para obtener más información, consulte la descripción de Muruwari.

## Fonología

### Inventario fonético
El inventario de fonemas es muy similar al de Muruwari, aunque la relativa escasez de datos significa que el estado de muchos fonemas no está claro (entre paréntesis).
|             | Periférica | Periférica | Apical      | Apical     | Laminal     | Laminal     |
| Velar       | Labial     | Retrofleja | Alveolar    | Palatal    | Dental      |             |
| ----------- | ---------- | ---------- | ----------- | ---------- | ----------- | ----------- |
| Oclusiva    | ⟨g⟩ /k/    | ⟨b⟩ /p/    | ⟨rd⟩* /ʈ/   | ⟨d⟩ /t/    | ⟨dy⟩* /c/   | ⟨dh⟩ /t̪/    |
| Nasales     | ⟨ng⟩ /ŋ/   | ⟨m⟩ /m/    | ⟨rn⟩* /ɳ/   | ⟨n⟩ /n/    | ⟨ny⟩* /ɲ/   | ⟨nh⟩ /n̪/    |
| Laterales   |            |            | (⟨rl⟩* /ɭ/) | ⟨l⟩* /l/   | (⟨ly⟩* /ʎ/) | (⟨lh⟩* /l̪/) |
| Róticas     |            |            | ⟨r⟩* /ɻ/    | (⟨R⟩* /ɾ/) |             |             |
| Róticas     | ⟨rr⟩* /r/  |            | ⟨r⟩* /ɻ/    |            |             |             |
| Semivocales |            | ⟨w⟩ /w/    |             |            | ⟨y⟩ /j/     |             |

Todos los fonemas excepto los que tienen un asterisco (*) pueden ser iniciales de palabra.
|         | Frontal            | central            | Atrás              |
| Alta    | ⟨i⟩ /i/, ⟨ii⟩ /iː/ |                    | ⟨u⟩ /u/, ⟨uu⟩ /uː/ |
| Abierta |                    | ⟨a⟩ /a/, ⟨aa⟩ /aː/ |                    |

### Fonáctica
Casi todas las palabras terminan en vocal, aunque hay algunas ocurrencias raras de final de palabra -ny y -n, que contrasta con el vecino Muruwari y Ngiyambaa, donde final de palabra nasales y aproximantes son muy comunes. Oates especula que esto puede ser el resultado de la influencia del Paakantyi y otros idiomas occidentales, que también muestran una preferencia por las vocales finales de palabra.